# 골든 1 센터

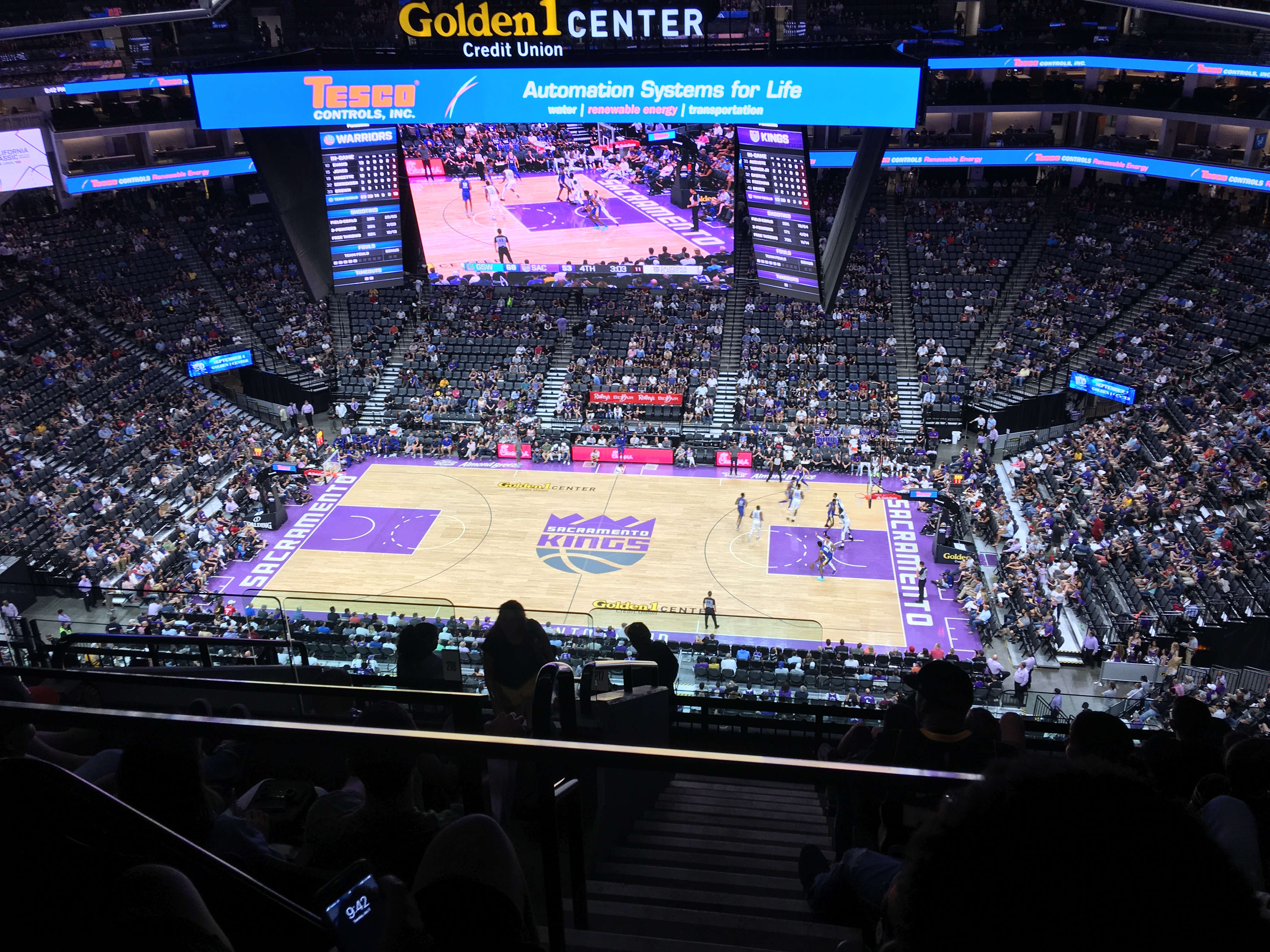
Inside of Golden 1 Center during a Kings game

골든 1 센터(영어: Golden 1 Center)은 미국 캘리포니아주 새크라멘토에 위치한 NBA 새크라멘토 킹스의 홈경기장으로, G 리그 스톡턴 킹스의 제2홈경기장으로 사용하고 있다.